# Pete Jolly
Pete Jolly, geboren als Peter A. Ceragioli jr. (New Haven (Connecticut), 5 juni 1932 – Pasadena (Californië), 6 november 2004), was een Amerikaanse jazzmuzikant (piano, accordeon).

## Biografie
Jolly begon op 3-jarige leeftijd accordeon te spelen en verscheen op 7-jarige leeftijd in het radioprogramma Hobby Lobby. Hij groeide op in Phoenix (Arizona), in die tijd een broeinest van jazz. Een van zijn beste vrienden en medewerkers in Phoenix was gitarist Howard Roberts, die hij ontmoette op 13-jarige leeftijd. Na het volgen van Roberts naar Los Angeles in 1952 begon hij onmiddellijk te werken met de beste spelers uit het jazzcircuit van de West Coast, waaronder Shorty Rogers. Hij wisselde gemakkelijk naar studio- en sessiewerk. Naast zijn genialiteit op de piano, was hij een virtuoos op accordeon. Zijn compositie Little Bird (een kleine hit bij Fred Astaire's Ava Records) werd in 1963 genomineerd voor een Grammy Award en hij vormde in 1964 het Pete Jolly Trio. Met het trio en als soloartiest nam hij verschillende albums op. Een van de laatste was een samenwerking met Jan Lundgren in 2000. Zijn laatste album It's a Dry Heat werd opgenomen in Phoenix in mei 2004, kort voor zijn overlijden. Hij werkte samen met Buddy DeFranco, Art Pepper en Red Norvo en jarenlang met arrangeur en regisseur Ray Conniff en Herb Alpert, waarbij hij opnamen maakte bij Alperts platenlabel A&M Records, zowel als sideman en leader.
Jolly's muziek is te horen in televisieprogramma's zoals Get Smart, The Love Boat, I Spy, Mannix, M*A*S*H en Dallas, evenals in honderden soundtracks van films. Hij herschiep al het spel van Bud Powell met Charlie Parker voor de film Bird van Clint Eastwood. Overdag werkte Jolly in de studio's en 's nachts met zijn trio. Hij bleef met zijn trio optreden in jazzclubs in Los Angeles tot kort voordat hij in augustus 2004 in het ziekenhuis werd opgenomen. Zijn laatste openbare optreden met zijn trio was in Reno (Nevada) en hij zei dat dit het beste was dat hij ooit had gespeeld. Het Pete Jolly Trio was al bijna vijftig jaar actief en had slechts één bassist, Chuck Berghofer en één drummer, Nick Martinis. Berghofer zei later: In al die tijd heeft Pete me nooit een keer verteld hoe ik moest spelen of wat ik moest spelen.

## Overlijden
Pete Jolly overleed in november 2004 op 72-jarige leeftijd aan complicaties van multipel myeloom.

## Discografie
Als leader/co-leader
- 1955:	Jolly Jumps In (RCA Victor)	met Shorty Rogers (trompet), Jimmy Giuffre (tenorsax, baritonsax), Howard Roberts (gitaar), Curtis Counce (bas), Shelley Manne (drums)
- 1955:	Duo, Trio, Quartet (RCA Victor)
- 1956:	When Lights Are Low	RCA Victor)
- 1959:	Impossible (MetroJazz)
- 1960:	The Duo (VSOP) duo, met Ralph Peña (bas)
- 1962:	5 O'Clock Shadows (MGM)
- 1962: Continental Jazz (Stereo Fidelity)
- 1963:	The Sensational Pete Jolly Gasses Everybody	(Charlie Parker)
- 1963:	Little Bird	(Äva) sommige tracks trio, met Chuck Berghofer (bas), Larry Bunker (drums); sommige tracks met Howard Roberts (gitaar), Kenny Hume (percussie) added
- 1963:	Sweet September (Ava) De meeste tracks trio, met Chuck Berghofer (bas), Larry Bunker (drums); sommige tracks kwartet, met Howard Roberts (gitaar), Berghofer (bas), Nick Martinis (drums)
- 1960–1965: Live in L.A.: Red Chimney and Sherry's Bar (VSOP) de meeste tracks met Chuck Berghofer en Ralph Peña (bas; separaat), Nick Martinis (drums); in concert; uitgebracht in 1994
- 1965:	Too Much, Baby (Columbia) trio, met Chuck Berghofer (bas), Nick Martinis (drums)
- 1968:	Herb Alpert Presents Pete Jolly (A&M) Met John Pisano (gitaar), Chuck Berghofer (bas), Earl Palmer (drums), orkest
- 1969:	Timeless (VSOP) met Chuck Berghofer (bas), Nick Ceroli (drums)
- 1970:	Give a Damn	(A&M) met Chuck Berghofer (bas), Nick Ceroli (drums), brass; in concert
- 1970:	Seasons (A&M) met Chuck Berghofer (bas), Paul Humphrey (drums), John Pisano (gitaar), Milt Holland en Emil Richards (percussie), brass
- 1980:	Strike Up the Band (Atlas)
- 1993:	Yours Truly	(Bainbridge) trio, met Chuck Berghofer (bas), Nick Martinis (drums)
- 1993: Gems (Holt)
- 1995:	Yeah! (VSOP) met Chuck Berghofer (bas), Nick Martinis (drums)
- 2001:	Collaboration (Fresh Sound)	met Jan Lundgren (piano), Chuck Berghofer (bas), Joe LaBarbera (drums)

### Compilaties
- 1955-1956: Quartet, Quintet & Sextet (Fresh Sound)
- 1962-1964: Pete Jolly and Friends (VSOP)

### Als sideman
Met Elmer Bernstein
- 1956: The Man with the Golden Arm (Decca)

Met Kenny Burrell
- 1980: Heritage (AudioSource)

Met Buddy Collette
- 1957, 1959: Porgy & Bess (Interlude)

Met Jerry Donato
- ????: It's a Dry Heat

Met Joni James
- 1962: After Hours (MGM)

Met J. J. Johnson
- 1981: Concepts in Blue (Pablo Today)

Met Quincy Jones
- 1977: Roots (A&M)

Met Johnny Mandel
- 1958: I Want to Live (United Artists)

Met Gerry Mulligan
- 1958: I Want to Live (United Artists)
- 1965: If You Can't Beat 'Em, Join 'Em! (Limelight)

Met Jack Nitzsche
- 1980: Heart Beat (soundtrack) (Capitol)

Met Shorty Rogers
- 1954, 1956: Shorty Rogers and His Giants (RCA Victor)
- 1955: The Swinging Mr. Rogers (Atlantic)
- 1955, 1980: Martians Stay Home (Atlantic)
- 1955, Martians Come Back! (Atlantic)
- 1955, 1957: Way Up There (Atlantic)
- 1957: Shorty Rogers Plays Richard Rodgers (RCA Victor)
- 1958: Gigi in Jazz (RCA Victor)
- 1958: Chances Are It Swings (RCA Victor)
- 1959: The Wizard of Oz and Other Harold Arlen Songs (RCA Victor)
- 1960: Shorty Rogers Meets Tarzan (MGM)
- 1960: The Swingin' Nutcracker (RCA Victor)
- 1961, 1997: An Invisible Orchard (RCA Victor)
- 1961: The Fourth Dimension in Sound (Warner Bros.)
- 1962: Bossa Nova (Reprise)
- 1962: Jazz Waltz (Reprise)

Met Tom Waits
- 1982: One From The Heart (film) soundtrack (CBS)

- Biblioteca Nacional de España: XX966463
- Bibliothèque nationale de France: cb13895705p (data)
- CiNii: DA16878626
- Gemeinsame Normdatei: 134419146
- International Standard Name Identifier: 0000 0000 5952 2373
- Library of Congress Control Number: n78012830
- MusicBrainz: c39f71f4-cab5-4d55-b4d0-7862ef2f712c
- Nederlandse Thesaurus van Auteursnamen: 098258389
- Istituto Centrale per il Catalogo Unico: UM1V029429
- Système universitaire de documentation: 244275521
- Virtual International Authority File: 10033525
- WorldCat: E39PBJppDghhtvTtTqFvcDxbh3